# East Renton Highlands
East Renton Highlands az Amerikai Egyesült Államok északnyugati részén, Washington állam King megyéjében elhelyezkedő statisztikai település. A 2010. évi népszámlálási adatok alapján 11 140 lakosa van.

## Népesség
A település népességének változása:
| Lakosok száma | 12 033 | 13 218 | 13 264 | 11 140 | 11 937 |
|               | 1980   | 1990   | 2000   | 2010   | 2020   |